# Irene Adler
Irene Adler là một nhân vật hư cấu trong truyện Sherlock Holmes được viết bởi Sir Arthur Conan Doyle. 

## Tiểu sử
Cô được nhắc đến trong truyện ngắn "Vụ bê bối xứ Bohemia", xuất bản vào tháng 7 năm 1891. Cô là một trong những nhân vật nữ đáng chú ý nhất trong loạt phim Sherlock Holmes, mặc dù chỉ xuất hiện trong một câu chuyện.Trong các tác phẩm phái sinh, cô thường được sử dụng như một mối quan tâm lãng mạn cho Holmes, một sự khởi đầu từ tiểu thuyết của Doyle, nơi anh chỉ ngưỡng mộ cô vì sự dí dỏm và xảo quyệt của cô.
Theo "Một vụ bê bối ở Bohemia", Adler được sinh ra ở New Jersey vào năm 1858. Cô theo nghề opera như một nghệ sĩ biểu diễn, biểu diễn tại La Scala ở Milan, Ý và một thuật ngữ như prima donna trong Nhà hát Opera Hoàng gia Warsaw, Ba Lan, cho thấy cô là một ca sĩ tài năng. Chính tại đó, cô đã trở thành người yêu của Wilhelm Gottsreich Sigismond von Ormstein, Đại công tước xứ Cassel-Felstein và Vua xứ Bohemia (khi đó chỉ là Thái tử), người đang ở Warsaw trong một thời gian. Nhà vua mô tả cô là "một nhà thám hiểm nổi tiếng" (một thuật ngữ được sử dụng rộng rãi vào thời điểm đó trong mối liên hệ mơ hồ với "Courtesan") và cũng nói rằng cô có "khuôn mặt đẹp nhất của phụ nữ và tâm trí kiên quyết nhất của đàn ông ". Cô cũng tuyên bố đã được đào tạo thành một nữ diễn viên và "thường" cải trang thành đàn ông để "tận dụng sự tự do mà nó mang lại". Nhà vua cuối cùng đã trở lại tòa án của mình ở Prague, trong khi Adler, sau đó ở tuổi đôi mươi, đã nghỉ hưu từ sân khấu opera và chuyển đến London. Năm 1888, Quốc vương 30 tuổi dự định kết hôn với Clotilde Lothman von Saxe-Meiningen, con gái thứ hai của Quốc vương Scandinavia; cuộc hôn nhân sẽ bị đe dọa nếu mối quan hệ trước đây của anh với Adler được đưa ra ánh sáng.